# Sphere (rendezvénycsarnok)
A Sphere (más néven Sphere at the Venetian Resort) egy zenei és szórakoztató aréna a Nevada állambeli Paradise-ban, az Egyesült Államokban, a Las Vegas Strip-től keletre. A Populous által tervezett projektet a Madison Square Garden Company 2018-ban jelentette be, akkor MSG Sphere néven. A 18 600 férőhelyes nézőteret azzal teszik különlegessé, hogy innovatív videó- és hangtechnológiai megoldásokat kínál, köztük egy 16K felbontású, körbefutó belső LED-képernyőt. Az aréna külső felületét 54 000 négyzetméternyi LED-kijelzővel borították. A Sphere 112 méter magas és 157 méter széles. Az aréna 2,3 milliárd dollárba került, ezzel a legdrágább szórakoztató létesítmény Las Vegas történetében.
A Sphere 2023. szeptember 29-én nyitotta meg kapuit, amikor a U2 ír rockzenekar 40 előadásos rezidenciát kezdett U2:UV Achtung Baby Live at Sphere elnevezéssel. Darren Aronofsky rendező Postcard from Earth című dokufilmje 2023. október 6-án debütált. Megnyitása óta a helyszín a Phish, a Dead & Company és az Eagles különböző hosszúságú rezidenciáinak is otthont adott. A helyszín tulajdonosa a Sphere Entertainment, amely az alapító MSG Company spin-offjaként alakult meg.

## Története

### Háttér
Az akkor MSG Sphere néven ismert projektet 2018 februárjában jelentették be. A projekt eredetileg a Madison Square Garden Company (MSG) és a Las Vegas Sands Corporation együttműködésében valósult meg. A Sphere a Las Vegas Strip közelében, a The Venetian szállodától keletre helyezkedik el, amelyet a Las Vegas Sands 1999-ben nyitott meg. A Las Vegas Sands a projekthez egy 7,3 hektáros területet bocsátott rendelkezésre. Az Apollo Global Management 2022-ben megvásárolta a Venetian-t, és ezzel a Las Vegas Sands helyett az MSG új partnere lett a Sphere projektben. Az adásvétel részeként a Venetian Resort és a Sphere alatti terület a Vici Properties tulajdonába került.
A gömb alakú projektet a Populous tervezte, belső terében a világ legnagyobb LED képernyője kapott helyet. Az MSG eredetileg 1,2 milliárd dollárra becsülte a projekt költségeit. A vállalat 2020 februárjában közölte, hogy a költségek 1,66 milliárd dollárra emelkedtek tervezési változtatások következtében. A költségek tovább emelkedtek, és végül a 2021–2023-as globális ellátási lánc válsága és a 2021–2022-es inflációs hullám miatt meghaladták a 2 milliárd dollárt. A 2,3 milliárd dolláros végső költséggel, ez a legdrágább szórakoztató létesítmény Las Vegas történetében, megelőzve az 1,9 milliárd dolláros Allegiant Stadiont.

### Építkezés
Az alapkőletételi ünnepségre 2018. szeptember 27-én került sor, amelyen mintegy 300 ember vett részt, köztük a Las Vegas Sands tulajdonosa, Sheldon Adelson és Brian Sandoval, Nevada állam kormányzója. 2018 novemberében jelentették, hogy az MSG Sphere új bárokkal, privát lakosztályokkal, múzeummal és kiskereskedelmi helyiségekkel együtt épül meg. Az AECOM 2019 februárjában kezdett el dolgozni a helyszínen, egy előzetes megállapodás keretében. Az AECOM már több más stadionon is dolgozott, többek között a Las Vegas-i T-Mobile Arénán. A földmunkák 2019 márciusában kezdődtek meg. A helyszín előkészítése során körülbelül 84 101 köbméter földet és meszet ástak ki. Az AECOM-ot 2019 júniusában nevezték ki fővállalkozónak. A projektben 400 építőmunkás dolgozott. Ez a szám várhatóan végül elérte az 1500 főt. Az alapszint építése 2019 júliusában kezdődött meg.
2019 októberére az építőmunkások befejezték a 7400 négyzetméteres pinceszintet, valamint a létesítmény első földszintjét. Az alagsori területet rendezvények nyilvános tereként fogják használni. Az alagsor építéséhez 6,4 méter mélységig folyt a földmunka. 2019 decemberében a gömb alakú építmény a nyolc föld feletti szintből a negyedik szint elkészültével elérte a 20 méteres magasságot.
2020 februárjában a világ negyedik legnagyobb daruját, egy Demag CC-8800-as lánctalpas darut telepítettek az építkezés északkeleti oldalára, hogy a nehéz építőanyagokat emelni tudják. A daru akár 180 méteres magasságig is képes emelni. A darut szétszerelt állapotban szállították át az Atlanti-óceánon a belgiumi Zeebrugge-ból a kaliforniai Port Hueneme-be. Ezután 120 nyerges vontatóra volt szükség, hogy a darut Las Vegasba szállítsák. A fő daru összeszereléséhez egy külön darura volt szükség, ami 18 napig tartott. 2020 márciusában az építkezés elérte a gömb alakú szerkezet legszélesebb pontját, a 157 méter átmérőjű, a hatodik szinten található, 33 méter magasan a föld fölött lévő pontot.
A létesítmény megnyitását 2021-re tervezték. Az MSG azonban 2020. március 31-én bejelentette, hogy a Covid19-világjárvány miatt az építkezést felfüggesztik. A projekt ellátási láncában a világjárvány miatt zavarok léptek fel, ami akadályozta az építkezés előrehaladását. A bejelentést követően a következő két hétben a projekt összes építési munkálatát leállították. 2020 augusztusában az MSG Entertainment bejelentette, hogy az építkezés újraindult, a megnyitót pedig 2023-ra ütemezték át. Az elkövetkező 15 hónapban az építkezés a betonozásra összpontosított, amelyet az acélszerkezetek felállítása, majd a 13 000 tonnás acélkupolás tető, a projekt legösszetettebb része követett. 2020 októberében a munkások befejezték az addigi legnehezebb emelést, két 240 tonnás acélgerenda felszerelésével.
Az MSG 2020 decemberében vette át a fővállalkozói feladatokat, bár az AECOM továbbra is részt vett a projektben. 2021 februárjában egy 170 tonnás acél nyomógyűrűt helyeztek el, ami az egész projekt legnehezebb emelését jelentette. Mérete miatt a gyűrűt az építkezés helyszínén kellett összeszerelni. A munkások három hétig hegesztették és csavarozták össze az előregyártott acéldarabokat, majd a daru segítségével emelték a gyűrűt a helyére.

#### Tető, külső és belső tér

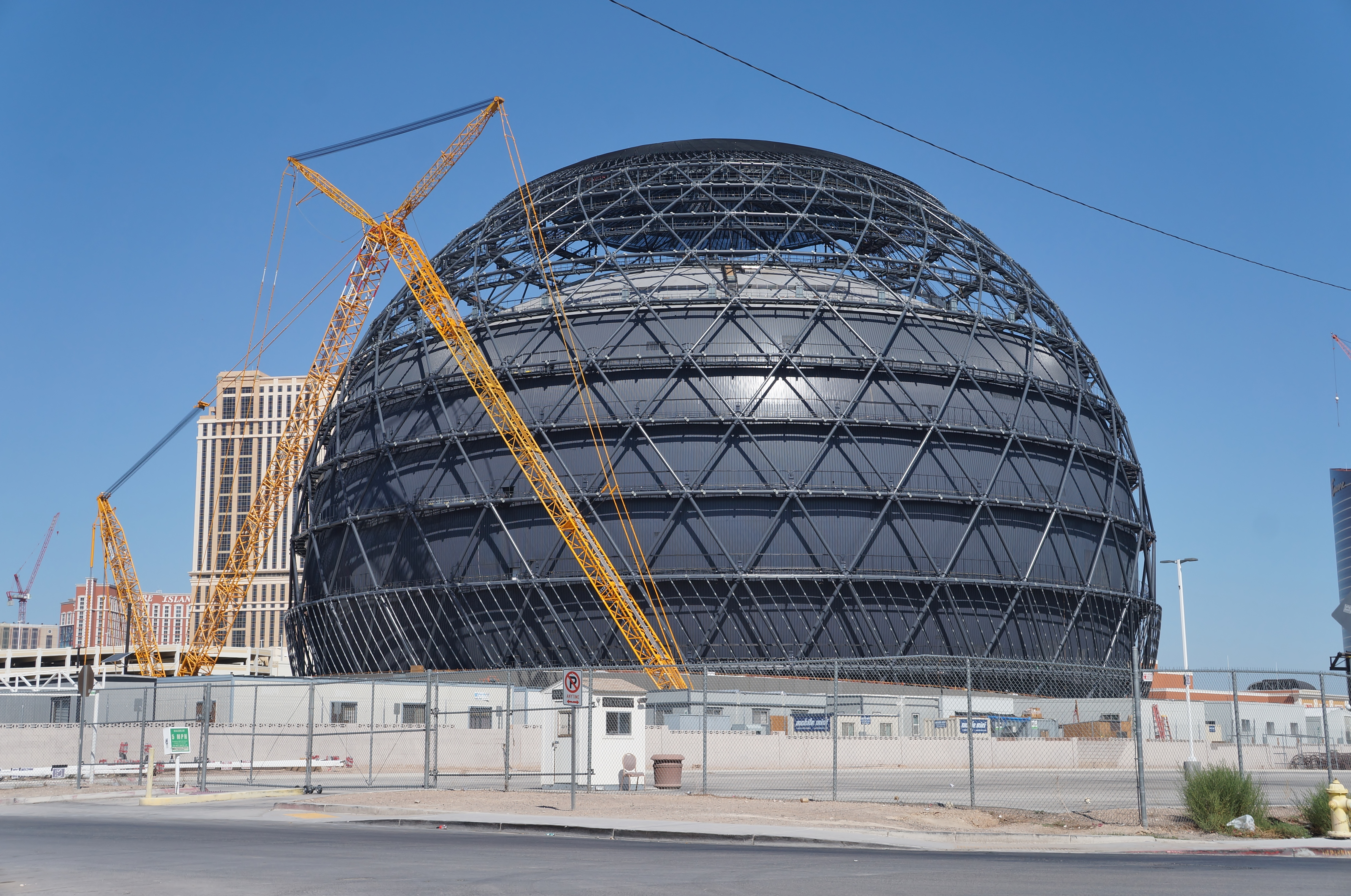
A Sphere építési munkálatai 2022 szeptemberében

A kupola tetejéhez 3000 tonna acélra volt szükség. A tető 2021 márciusában kezdett formát ölteni, amikor a munkások megkezdték a 32, egyenként 100 tonnás gerendázat felszerelését. A tartógerendák telepítése 2021 májusában ért félúton, és a darut az épület déli oldalára kellett áthelyezni, hogy a maradékot is felszereljék. Mérete miatt a daru áthelyezése két napot vett igénybe.
A kupola csúcsára 2021. június 18-án került fel a tető, és már folytak a munkálatok a külső borításon, amelyet a kupola köré építettek. A külső burkolat LED-es fénypanelekből áll, amelyek több mérföldről is láthatóak. A Sphere belső terének munkálatai 2021 augusztusában kezdődtek meg.
A tető acélvázának elkészülte után 4587 köbméter betont öntöttek a tetőre. Ez egy 250 miliméter vastagságú, körülbelül 10 000 tonna súlyú réteget alkotott. A tető 2021 októberében készült el. A munkások ezután a 730 tonnás belső acélvázra összpontosítottak, amely a LED-képernyőket és az audiorendszert tartja. A belső keret munkálatai 2022-ben folytatódtak.
A második, a külső burkolatra vonatkozó tetőfedésre 2022. május 24-én került sor. Ezt követte a belső és külső LED-képernyők felszerelése. Ez utóbbit 2023. július 4-én, a függetlenség napi ünnepségek alkalmával világították meg először. A Sphere ezután rendkívül gyorsan elterjedt az interneten a megjelenített képek miatt.

### Megnyitó

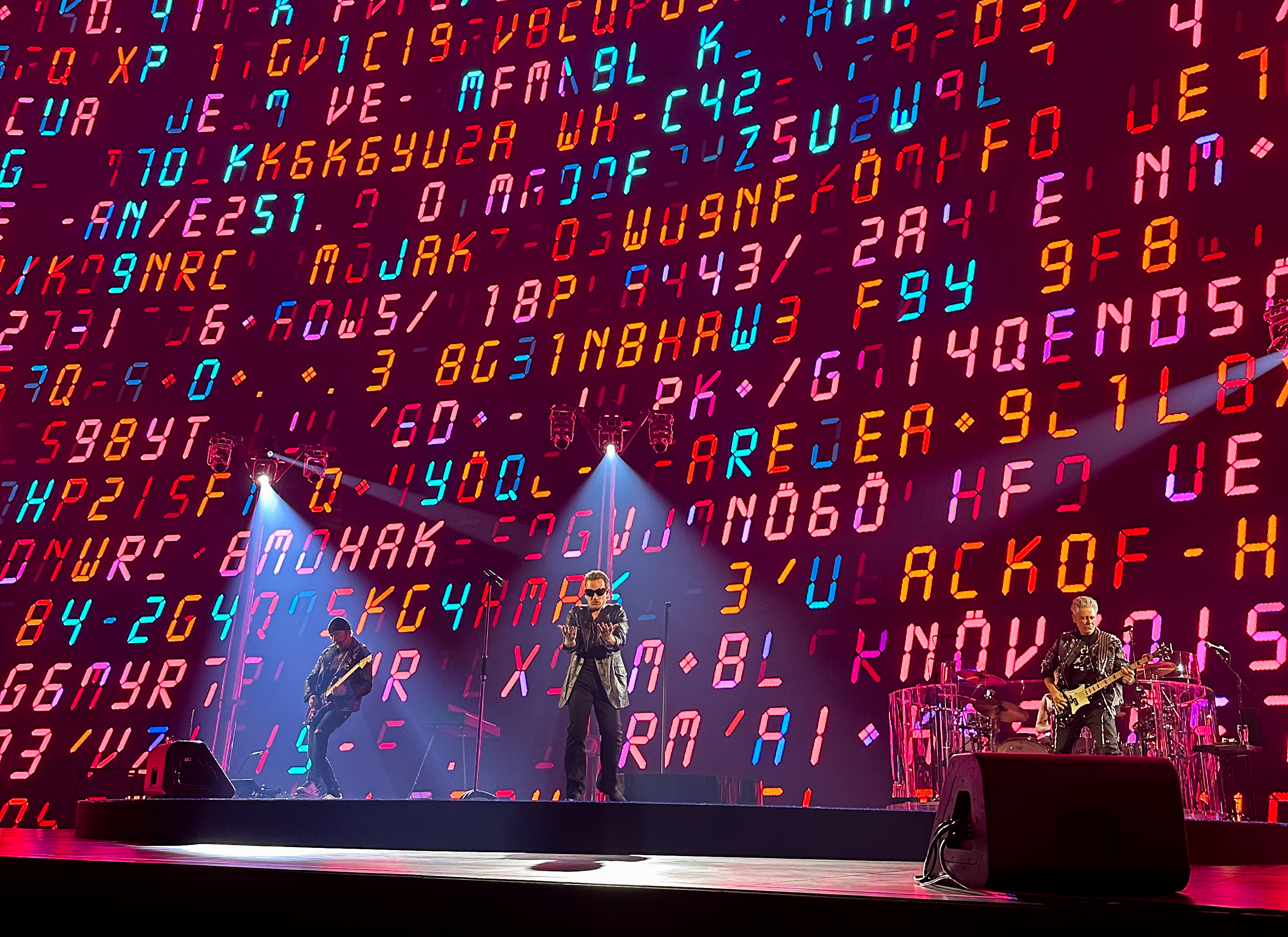
A U2 fellépése 2023. szeptember 29-én, a Sphere nyitóestjén

2023. április 20-án a helyszín tulajdonosa, a Madison Square Garden Entertainment (amely viszont 2020-ban kivált a Madison Square Garden Company-ból, hogy a profi sportra összpontosítson) a Madison Square Garden Entertainment név alatt leválasztotta a „hagyományos” élő eseményekkel kapcsolatos üzletágát, hogy elkülönítse azokat, a Sphere és a regionális sporthálózatokkal kapcsolatos üzletágakat pedig megtartotta az új Sphere Entertainment név alatt. Az MSG nevet ezt követően eltávolították a létesítményről, amelyet hivatalosan „Sphere” névre kereszteltek át.
A Sphere 2023. szeptember 29-én nyitotta meg kapuit, a U2 U2:UV Achtung Baby Live at Sphere elnevezésű koncertrezidenciájának első előadásával. Ez volt az együttes első élő koncertje 2019 óta. A Sphere évente négy-hat rezidenciát tervez vendégül látni. A vállalat első játékfilmjét, Darren Aronofsky rendező Postcard from Earth című alkotását is a Sphere-ben mutatták be 2023. október 6-án. A helyszín akár 3000 embert is foglalkoztathat majd. A Sphere a megnyitása óta 98,4 millió dolláros veszteséggel működött 2023 harmadik pénzügyi negyedévének végén.

## Felszereltség

### Szerkezet és ülőhelyek

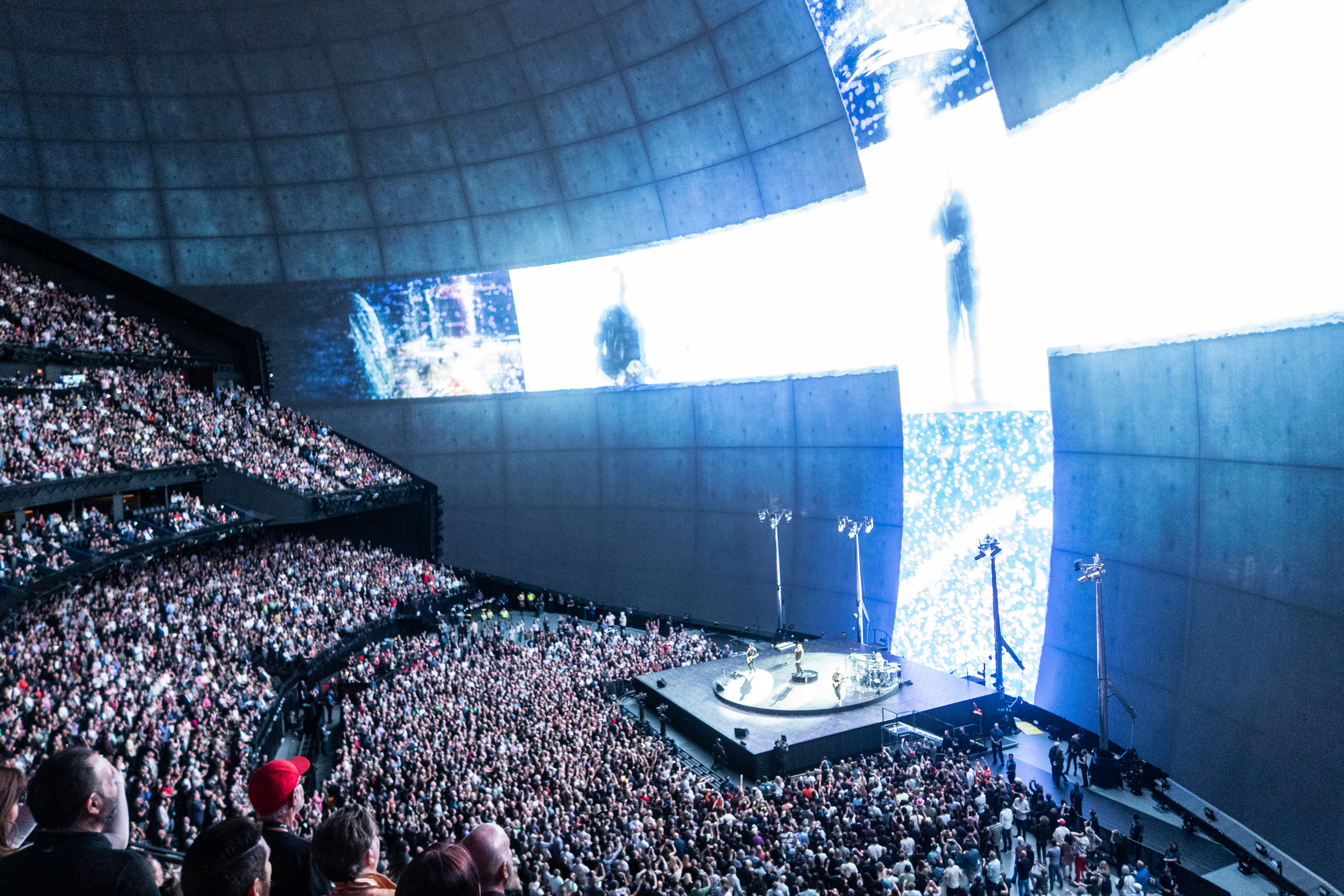
A Sphere ülőhelyei egy U2 koncert alatt

A Sphere 112 méter magas és 157 méter széles a legszélesebb pontján. 81 300 négyzetméteres területével a világ legnagyobb gömb alakú épülete. 18 600 ülőhelyet alakítottak ki benne, és minden ülőhelyen nagysebességű internet-hozzáférés áll rendelkezésre. A létesítmény 20 000 ember befogadására alkalmas állóhelyekkel együtt. Az ülőhelyek nem veszik körbe az egész gömböt, hanem a belső tér körülbelül kétharmadát foglalják el, míg a maradékot a színpad foglalja el. A helyszín prémium kategóriás, alsó szinten található 100-as szekcióban körülbelül 800 ülőhelyről a második szint túlnyúló része miatt nem lehet rálátni a körbefutó videoképernyőre. A Sphere kilenc szintből áll, beleértve a pinceszintet is, ahol egy VIP-klub található. Összesen 23 lakosztály található benne, a harmadik és az ötödik emeleten.
Az aréna elsősorban díjátadóknak és koncerteknek ad majd otthont, más szórakoztató rendezvények mellett. Bár nem úgy tervezték, hogy megfeleljen az olyan sportágak, mint a kosárlabda és a jégkorong hagyományos aréna elrendezésének, de alkalmas lehet olyan ringes sportesemények, mint a boksz és egyéb küzdősportok, valamint e-sport-bajnokságok megrendezésére.

### Videóképernyők
A Sphere egy 15 000 négyzetméteres LED-képernyővel van felszerelve, amely körbeöleli a teljes belső teret. Ezt a SACO Technologies kanadai cég tervezte és gyártotta, amely a montreali székhelyű, LED-es videokijelzők és világítás területén tevékenykedő kanadai vállalat. A Sphere Entertainment szerint 16 000 × 16 000-es felbontásával ez a világ legnagyobb felbontású LED-képernyője. A képernyőn megjelenő pixelek számának ismertetésekor a médiaforrások 189 és 254 millió diódától 268 435 456 pixelig terjedő számokról számoltak be. A képernyő 64 000 LED-panelből áll, amelyek mindegyikét egy alumíniumkeretben elhelyezett nyomtatott áramköri lap vezérli, a panelek 780 különböző geometriai alakzatban készültek, 0,8 milliméteres él-perem eltéréssel. A képernyő ívelt alakja és a sarkok közelében a pixelek elmosódására való hajlam miatt a képernyő adaptív pixelosztást alkalmaz. A képernyőt úgy tervezték, hogy akusztikailag is áteresztő legyen, így a képernyő mögé szerelt hangszórók hangja áthatolhat rajta.
Az épület külső része egy 54 000 négyzetméteres, szintén a SACO Technologies által tervezett LED-kijelzőt tartalmaz; a helyszín megnyitásakor ez volt a világ legnagyobbja. A kijelző 1,23 millió, egymástól 20 cm távolságra elhelyezett korong alakú LED-ből áll, amelyek mindegyike 48 diódát tartalmaz. A külsőn megjelenített látványelemek között volt már halloweeni lámpás, karácsonyi hógömb és reklámok is.
A Sphere belső és külső kijelzőit az Nvidia 150 RTX A6000 grafikus feldolgozó egysége hajtja, amelyek mindegyike több mint 10 752 magot és 48 gigabájt memóriát tartalmaz. A média külső forrásokból az Nvidia BlueField adatfeldolgozó egységeken és ConnectX-6 DX hálózati interfész-vezérlőkön keresztül, az Nvidia Rivermax médiastreaming-szoftverének segítségével kerül streamelésre.

### Hangrendszer

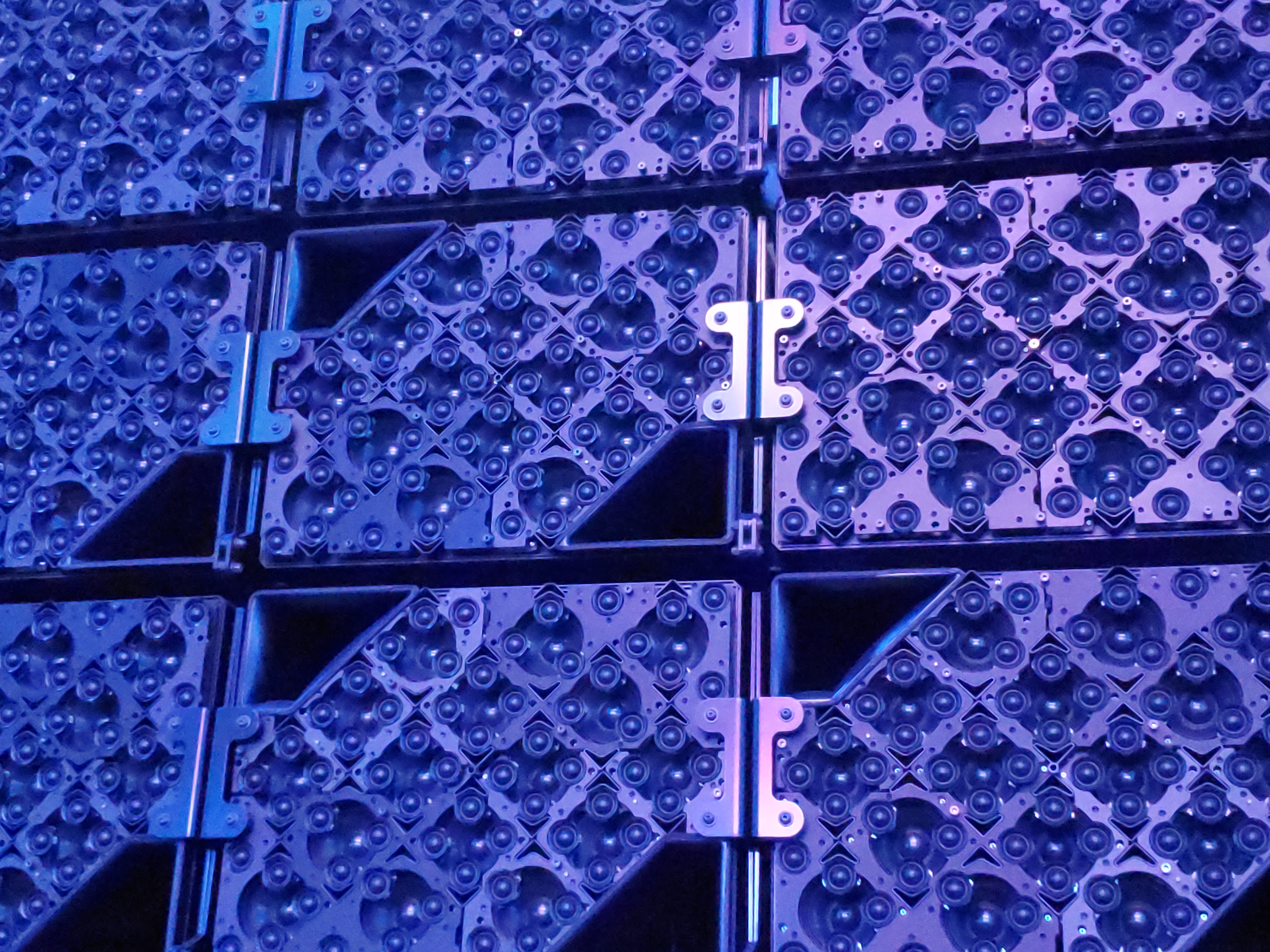
A helyszín hangszórórendszere a Holoplot X1 Matrix Array hangsugárzón alapul

A Sphere „Sphere Immersive Sound” névre keresztelt hangrendszere térbeli hangzásképességekkel rendelkezik, és a Holoplot X1 Matrix Array hangszórórendszerén alapul. A hangrendszer 1586 fixen telepített hangszóróból és 300 mozgatható modulból áll, a rendszer 99 százaléka a LED-képernyő mögött rejtőzik. Minden egyes X1 tömb egy MD96 és egy MD80-S hangmodulból áll, amelyek 96, illetve 80 hangszóróval vannak felszerelve. Az egyes hangszórómodulokon belüli meghajtók mátrixa és a modulok tömbönkénti mátrixa révén a Holoplot rendszere nagyobb kontrollt biztosít a hang vízszintes és függőleges irányú szórása felett. A hangrendszer összesen 167 000 hangsugárzót, erősítőt és adatfeldolgozó csatornát tartalmaz, súlya pedig 179 220 kg. A hangrendszer fő lefedettségét a „proszkénion tömb” biztosítja, amely a Sphere-ben ott helyezkedik el, ahol egy hagyományos színházi proszkéniont építenének. Ez 464 Holoplot X1 hangszóróból (272 MD96 modul és 192 MD80-S modul) áll, amelyek 14 csomópontba vannak elrendezve, és a színpad fölött mintegy 7,6-9,1 m magasan félívben helyezkednek el, így ez a világ legnagyobb hangszórótömbje. Máshol a hangrendszer 28 környezeti hangsugárzó tömböt tartalmaz a magával ragadó hangzás érdekében (mindegyik öt MD96 és öt MD80-S modulból áll), 6 effekt tömböt (mindegyik 24 MD96 modulból áll), 71 surround tömböt a közönség mögött, 12 delay tömböt a fő erkély alatt, 10 side-fill tömböt és 6 low-fill tömböt. A hangrendszer a padlólemezeken keresztül is képes hangot szolgáltatni.
A Holoplot X1 hangszórók a sugáralakítási képességek segítségével digitálisan képesek a hangot a közönség meghatározott pontjaira irányítani, és egyenletes hangerőt biztosítani a helyszín minden ülőhelyére, még nagy távolságokon keresztül is; a Sphere-ben a rendszer 110 méteres hanglefedettséget biztosít a legtávolabbi ülőhelyek eléréséhez is. A Holoplot X1 tömbök a hullámmezőszintézist is tudják használni, hogy virtuális kiindulópontot hozzanak létre a hanghullámok számára, és pontos térbeli helyekre helyezzék azokat, függetlenül a hangszórók tényleges helyzetétől. A szoftveres algoritmusok kompenzálják a LED-képernyő által okozott átviteli kiesést. A Holoplot X1 modulokba a Powersoft számos technológiáját integrálták, köztük a 16 csatornás erősítést, az „integrált Powered Adaptive Loudspeaker”-t a mélysugárzókhoz, valamint az olyan energiahatékony megoldásokat, mint az impulzusszélesség-moduláció és a „teljesítménytényező-korrekció”.

### 4D effektek
A Sphere 4D funkciókat tartalmaz, beleértve az illatokat és a szelet, valamint a haptikus technológiát a helyszín 10 000 ülőhelyén.

### Közlekedés
A létesítmény 304 parkolóhellyel rendelkezik, további helyek pedig a közeli Venetian, Palazzo és Venetian Expo parkolóházaiban állnak rendelkezésre. AA Sphere-t és az Expót egy 0,305 méteres gyalogos híd köti össze, és a tervek szerint egy új Las Vegas Monorail-állomás épül, amely a Sphere-t és a Venetiant szolgálja ki. Ezeket a terveket azonban 2020 áprilisában a világjárvány pénzügyi hatásai miatt felfüggesztették.

## Események

### Koncertek
| Dátum(ok)                                | Előadó(k)                                      | Esemény/Turné                                | Koncertek |
| ---------------------------------------- | ---------------------------------------------- | -------------------------------------------- | --------- |
| 2023. szeptember 29. – 2024. március 2.  | U2 (Felvezető előadó: Pauli "the PSM" Lovejoy) | U2:UV Achtung Baby Live at Sphere            | 40        |
| 2024. április 18–21.                     | Phish                                          | Phish Live at Sphere                         | 4         |
| 2024. május 16. – 2025. május 17.        | Dead & Company                                 | Dead Forever: Live at Sphere                 | 48        |
| 2024. szeptember 20. – 2025. november 8. | Eagles                                         | Eagles: Live in Concert at Sphere            | 44        |
| 2024. december 27. – 2025. március 2.    | Anyma                                          | Afterlife presents Anyma: The End of Genesys | 12        |
| 2025. május 22. – 2025. június 21.       | Kenny Chesney                                  | Kenny Chesney: Live at Sphere                | 15        |
| 2025. július 11. – 2025. augusztus 24.   | Backstreet Boys                                | Into the Millennium                          | 21        |
| 2025. augusztus 29. – 2025. október 18.  | Chase & Status, Kaskade, Eli Brown             | Unity: Insomniac × Tomorrowland              | 9         |
| 2025. december 5. – 13.                  | Zac Brown Band                                 | Love & Fear                                  | 4         |

### Filmek
A Darren Aronofsky által rendezett Postcard from Earth című film 2023. október 6-án debütált. A műsort megelőzi a „Sphere Experience”, a helyszín adottságait bemutató, animatronikus robotokat és hologramokat alkalmazó bemutató.
A V-U2 An Immersive Concert Film, amely a U2 Sphere-koncertrezidenciáját dokumentálja, 2024. szeptember 5-én jelent meg. A filmet Morleigh Steinberg és férje, a U2 gitárosa, The Edge rendezte.

### Formula 1
A Sphere a Las Vegas Strip Circuit része.

### 2024-es rendezvények
- A 2024-es NHL Entry Draft 2024. június 28-29. között került megrendezésre a helyszínen.[119]
- A UFC 2024. szeptember 14-én tartotta a UFC 306: O'Malley vs. Dvalishvili mérkőzést.[120]
- A HPE Discover 2024 konferencia részeként 2024. június 18-án tartott első nagyszabású rendezvényt a Hewlett Packard Enterprise elnök-vezérigazgatója, Antonio Neri tartotta; mellette az Nvidia vezérigazgatója, Jensen Huang is részt vett.[121][122]

## Egyéb helyszínek
Az MSG eredetileg azt nyilatkozta, hogy további Sphere-csarnokokat kíván építeni a világ különböző pontjain.
Egy hasonló MSG Sphere-t a kelet-londoni Stratfordban terveztek építeni. A Sphere építési engedélyét azonban 2023 novemberében Sadiq Khan, London polgármestere elutasította, elsősorban a lehetséges fényszennyezéssel kapcsolatos aggodalmak miatt. A Tees Valley polgármestere, Ben Houchen az északkelet-angliai Teesside-ot javasolta a Sphere alternatív helyszínéül.
2023 decemberében az MSG egy új helyszín építéséről tárgyalt, amelyet a dél-koreai Hanamban K-pop koncertek megrendezésére használnának. Miután a dél-koreai és a szaúd-arábiai tárgyalások megrekedtek, az MSG tárgyalásokat folytatott az Egyesült Arab Emírségekben működő fejlesztőkkel egy második helyszín építéséről Abu-Dzabiban. A Sphere Entertainment 2024. október 15-én megerősítette, hogy egy második, a Las Vegas-ival  megegyező Sphere épül Abu-Dzabiban.

## Sphere Studios
A Sphere Studios, eredetileg MSG Sphere Studios, 2022 májusában nyílt meg a kaliforniai Burbankban. A létesítmény a Las Vegas-i Sphere és a jövőbeli Sphere-ek gyártási és utómunkálatait végzi. Az MSG Sphere Studios filmesekkel és zenészekkel igyekezett együttműködni, hogy a Las Vegas-i Sphere egyes tartalmait elkészíthessék. Ted King, aki korábban a Star Trek: The Experience-en dolgozott, azok között van, akik a Las Vegas-i Sphere számára vizuális tartalmat fognak készíteni. A stúdió a 2023-as Las Vegas-i Nagydíjhoz kapcsolódóan is készít majd tartalmatx, amely a Sphere mellett fog elhaladni.
A közel 30 méter magas, gömb alakú stúdió létesítmény a Las Vegas-i gömb miniatűr változata. A létesítmény a Big Sky-t használja, egy speciális kamerarendszert, amelyet kifejezetten a Sphere számára készült anyagok előállításához hoztak létre.

## Galéria
Kívülről
- A Sphere a High Roller óriáskerékről nézve
- A Sphere nappali látványa
- A Sphere éjszakai látványa, amint a Mars felszínét mintázza
- Sphere

Előcsarnok
Koncert

## Fordítás
Ez a szócikk részben vagy egészben  a   Sphere (venue) című angol Wikipédia-szócikk fordításán alapul.  Az eredeti cikk szerkesztőit annak laptörténete sorolja fel. Ez a jelzés csupán a megfogalmazás eredetét és a szerzői jogokat jelzi, nem szolgál a cikkben szereplő információk forrásmegjelöléseként.